# Horst Hirnschrodt

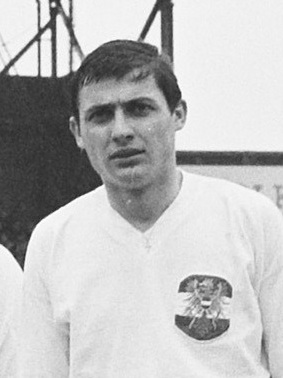
Horst Hirnschrodt (1964)

Horst Hirnschrodt (* 5. Dezember 1940 in Wien; † 24. Mai 2018) war ein österreichischer Fußballspieler. Der Rechtsaußen wurde mit Austria Wien dreimal in Serie österreichischer Meister.

## Karriere
Hirnschrodt begann seine Karriere beim SC Olympia 33, von wo er im Alter von zwölf Jahren 1953 in den Nachwuchs der Wiener Austria kam. Sein Debüt in der Kampfmannschaft gab er im März 1959 gegen den 1. Simmeringer SC. Als Rechtsaußen sowie als rechter Außendecker konnte er sich rasch einen Stammplatz erarbeiten und erlebte seine erfolgreichste Zeit mit der Mannschaft mit dem dreimaligen Gewinn der österreichischen Meisterschaft von 1961 bis 1963 sowie mit vier ÖFB-Cupsiegen von 1960 bis 1967.
Sein Debüt in der österreichischen Nationalmannschaft gab er am 8. April 1962 bei einem 3:2-Sieg gegen Irland, zu dem er auch ein Tor beitrug. Zum Stammspieler stieg er im Dezember 1963 auf und stand unter Joschi Walter/Béla Gutmann und Eduard Frühwirth bis zum Jahresende 1966 von 21 möglichen Partien 17-mal in der Startaufstellung. Die WM-Qualifikation 1966 wurde in diesem Zeitraum aber deutlich verpasst. Nach der Ablösung von Frühwirth kam Hirnschrodt zu keinem Länderspieleinsatz mehr.
Hirnschrodt blieb bis 1967 bei seinem Stammverein in Wien, bis er gemeinsam mit Karl Kodat von Günter Praschak für insgesamt 330.000 Schilling zum SV Austria Salzburg geholt wurde. In der Mozartstadt gelang der erhoffte Klassenerhalt. 1971 konnte Hirnschrodt Vizemeister mit den Salzburgen werden und erreichte 1974 noch einmal das Cupfinale, das allerdings sein Stammklub Austria Wien gewinnen konnte. 1975 beendete Hirnschrodt seine Profikarriere.

## Erfolge
Verein
- 3 × Österreichischer Meister: 1961, 1962, 1963
- 4 × Österreichischer Cupsieger: 1960, 1962, 1963, 1967

Nationalmannschaft 
- 19 Spiele und 1 Tor für die Österreichische Nationalmannschaft von 1962 bis 1966